# Martinsberg
Martinsberg è un comune austriaco di 1 128 abitanti nel distretto di Zwettl, in Bassa Austria; ha lo status di comune mercato (Marktgemeinde).